# Cassyma deletaria
Cassyma deletaria là một loài bướm đêm trong họ Geometridae.